# Piotr Kowalski (malarz)

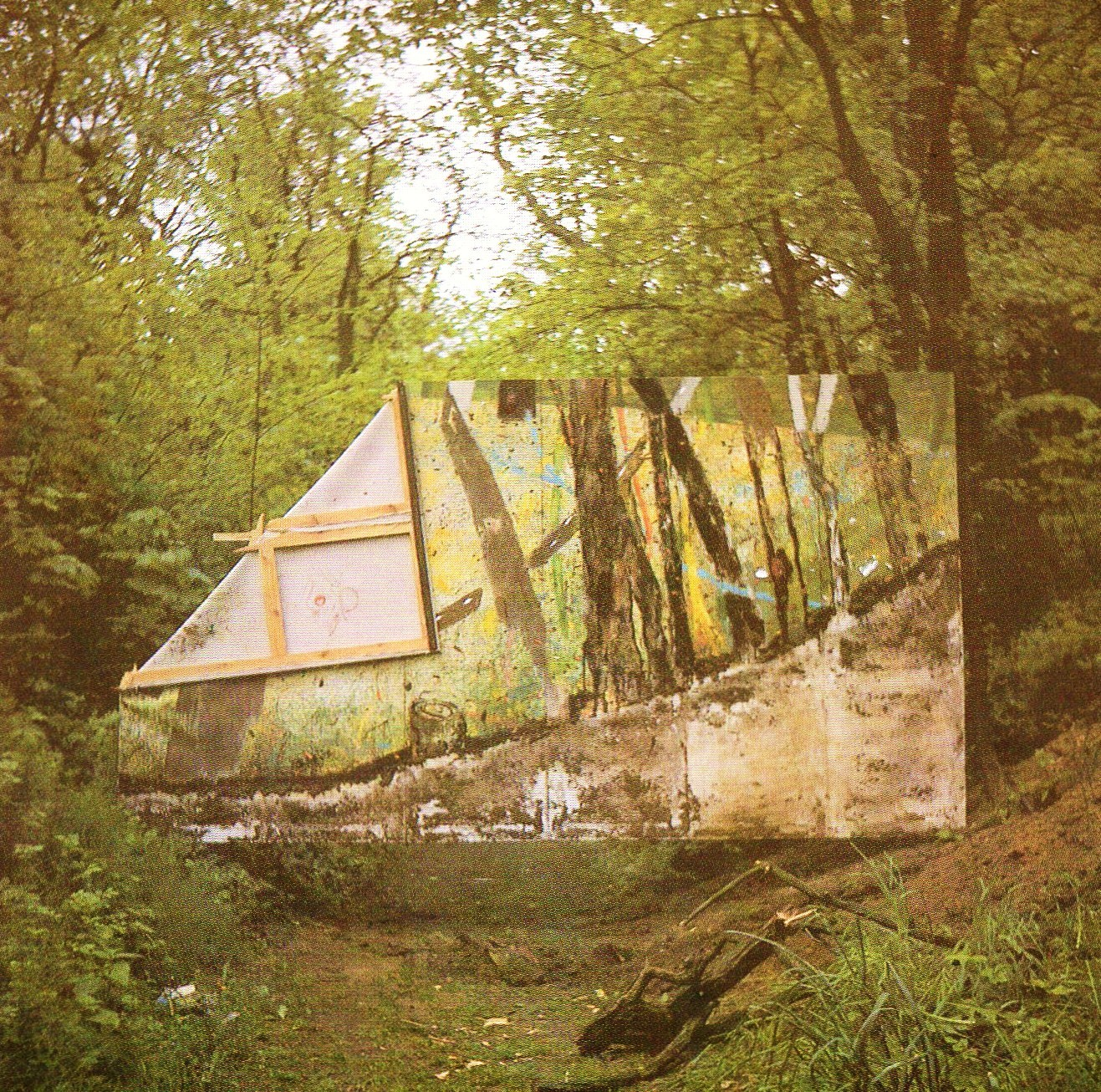
Obraz z 1991 w Skokach

Piotr C. Kowalski (ur. 23 czerwca 1951 w Mieszkowie) – polski malarz, profesor zwyczajny.

## Życiorys
Studia w PWSSP w Poznaniu w latach 1973-1978 na Wydziale Malarstwa. W latach 1993–1999 dziekan Wydziału Wychowania Plastycznego (od 1995 roku Wydziału Edukacji Artystycznej) PWSSP, a potem Akademii Sztuk Pięknych w Poznaniu. W latach 1999–2005 Kierownik Katedry Interdyscyplinarnej Wydziału Edukacji Artystycznej. W latach 1981–2001 członek Senatu Akademii Sztuk Pięknych w Poznaniu. Prowadzi Pracownię Malarstwa na macierzystej uczelni. Do 2010 roku profesor w Instytucie Wzornictwa Politechniki Koszalińskiej. Zasiadał w Radzie Programowej TVP Poznań (1994-1998), Galerii Miejskiej Arsenał w Poznaniu i Centrum Sztuki Dziecka w Poznaniu. Mieszka i pracuje w Poznaniu.
Początkowo malował oryginalne instalacje, w których pokrywał otaczające przedmioty farbą wyciskaną wprost z tubki, cykl "Ostro malowane". Później wystawiał blejtramy na permanentne działanie deszczu, słońca i wiatru, przyrodę czyniąc współautorem obrazu. Rezygnując z farb, wypracował własną metodę malarską tworząc obrazy za pomocą owoców, kurzu, dymu, itp. bezpośrednio w naturze, cykl "Żywa natura". Cykl "Obrazy przechodnie" powstał przez położenie płótna bezpośrednio na ziemi (chodniku, bruku ulicznym) i stworzenie śladu na zasadzie frottage'u wykonanego przez przechodniów. 
Wybrane wystawy indywidualne:
- 2010: Bez farby, Miejska Galeria Sztuki, Łódź[2]
- 2006: Made In Łazarz, Galeria Sztuki Współczesnej Profil, Poznań[3]
- 2003: Inni i Piotr C. Kowalski, Galeria Biała, Lublin[4]
- 2001: Piotr C. Kowalski i inni, Galeria Miejska Arsenał, Poznań[5]
- 2000: Obrazy Naturalne, Galeria r, Poznań
- 2000: Trzy obrazy. Współautorzy: Samochody, ptaki, ludzie, Galeria Moje Archiwum, Koszalin
- 1987: Obrazy, BWA, Lublin
- 1983: Obrazy jagodowe, Centre International d'Art Contemporain, Paryż

Wybrane wystawy zbiorowe:
- 2009: Urban Legend. Festiwal sztuki w przestrzeni publicznej, Poznań[6][7]
- 2007: Asia-Europa – Mediations (Mona Collection), Poznań
- 2004: MATCH Stadtlische Galerie Kubus, Hanower
- 2002: MMAC Festival in Tokyo No.9
- 1993: Polish Art in Assen, Rood Voor Drenthe, Holandia
- 1985: 35 Salon Jeune Peinture, Grand Palais, Paryż